# Al-Sharqiyah-Expressway
Der al-Sharqiyah-Expressway ist eine Autobahn im Sultanat Oman. Die Autobahn ersetzt die alte zweispurige Fernstraße Route 23, welche sich durch das östliche Hadschar-Gebirge schlängelt. Die Fahrtzeit zwischen den Städten im Norden und im Osten des Omans haben sich durch dieses Verkehrsprojekt deutlich verkürzt, unter anderem auch dadurch, dass Städte wie Ibra und Bidiya großzügig umfahren werden. Die Autobahn beginnt in Bidbid an der Route 15 und führt durch die östlichen Ausläufer des Hadschar-Gebirges durch die Kommunalhauptstadt Ibra bis nach Al Kamil am Rande der Wahiba Wüste. Eine Erweiterung der Straße bis nach Sur am Golf von Oman ist in Bau.
Die Autobahn wurde am 20. Januar 2020 für den Verkehr freigegeben. In einer drei monatlichen Testphase durften zunächst nur Fahrzeuge unter 3,5 Tonnen die Autobahn befahren. Ebenso befinden sich an der Strecke die ersten und einzigen Tunnels des Omans. Zwei Tunnels mit einer Länge von 650 Meter und 1350 Meter wurden unter den modernsten Sicherheitsstandards errichtet. Die Autobahn ist durchgehend in beide Richtungsfahrbahnen dreispurig ausgebaut. Über 90 % der Strecke sind mit einer LTE-Verbindung ausgestattet. Die Geschwindigkeitsbegrenzung liegt bei 120 km/h. In den beiden Tunnels gelten nur 90 km/h.